# 파뇌섬

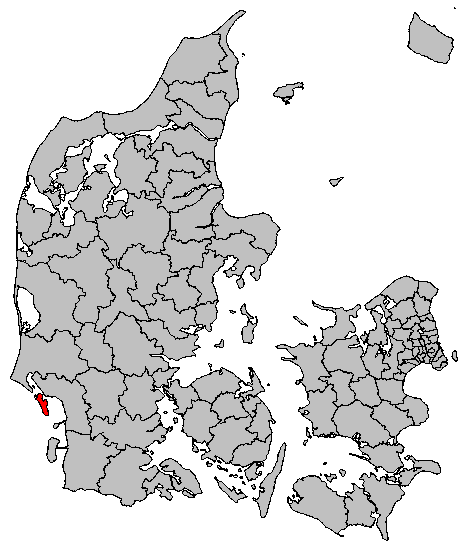
파뇌 섬의 위치

파뇌섬(덴마크어: Fanø)은 북해에 위치한 덴마크의 섬으로 면적은 56km2, 인구는 3,192명(2008년 기준)이다. 행정 구역상으로는 남덴마크 지역 파뇌 시에 속하며 행정 중심지는 노르뷔(Nordby)이다.
덴마크 남서부 연안에 위치하며 에스비에르를 연결하는 페리 왕복 노선이 운행하고 있다. 섬 서부에는 긴 해변이 있고 섬 북서부에는 모래언덕이 있다. 수많은 자연 환경이 공존하고 있기 때문에 많은 관광객들이 몰린다.